# ヴィレバートエッセン
ヴィレバートエッセン (ドイツ語: Willebadessen, ドイツ語発音: [ˈvɪləbaːt|ɛs̩n] ( 音声ファイル)) は、ドイツ連邦共和国ノルトライン＝ヴェストファーレン州デトモルト行政管区のヘクスター郡に属す小都市である。本市は行政管区東部、トイトブルクの森/エッゲ山地自然公園内に位置している。現在のヴィレバートエッセンは歴史的には、Wilbadessen, Wilbodessen, Wilbossen, Wylbodessen, Wylbodisßen と表記された。

## 地理

### 位置
ヴィレバートエッセンは、ノルトライン＝ヴェストファーレン州北東部、エッゲ山地（トイトブルクの森の南張り出し部）の東端にあり、隣接するバート・ドリーブルク＝ノイエンヘールゼで湧出したネーテ川が流れ、ヘクスター＝ゴーデルハイム近郊でヴェーザー川に合流する。市内最高地点はトイトニアクリッペンおよびトイトニア自然保護区内の海抜 430 m の地点、最低地点はニーゼン中央汚水処理場付近の海抜 160 m である。

### 地質学

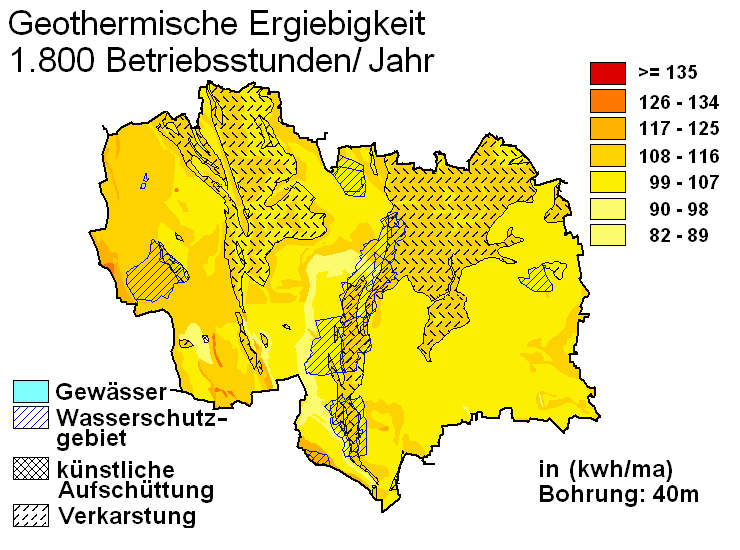
ヴィレバートエッセンの地熱分布図

この地域の土台となる岩層は、約2億4500万年前から9500万年前までの海や川の堆積岩からなっている。表層の脆い岩石は氷期のものであり、従ってかなり新しい時代のものである（約 1万年前）
市域の南東部にあたるヴァールブルガー沃野や、谷が刻まれた箇所では、たとえば風で運ばれた黄土、砂、礫といった脆い岩石が堅い岩盤を覆っている。エッゲ山地の鞍部は白亜紀初期の砂岩でできている。これに対して、ゼレ – ヴィレバートエッセン – ボルリングハウゼンを結ぶラインまでの東斜面はジュラ紀、コイパー統、場所によってはブンター統の粘土岩や 泥灰岩で形成されている。市域東部には、コイパー統の粘土岩やマール、わずかながら砂岩やドロマイトが見られる。
ムシェルカルク統にカルスト化した石灰岩は、飲料水を採集するための重要な水路となっている。エッゲ水源では天然のミネラルウォーターが湧出する。地中で石膏が一部溶出するため地下水の一部には硫酸カルシウムが大量に含まれており、このため飲み水に使うことができない。
エッゲ山地の尾根ではポドゾルが支配的である。エッゲ山地の東斜面はポドゾルや褐色土で覆われており、一部は湿った泥土となっている。このため牧草地として用いられている。シュヴェックハウゼンの北側のファーレンブルーフも湿った泥土が主である。この集落の東部はカーボナタイトから生成された栄養分が極めて豊富なレンジナで覆われている。緩やかな勾配地には亜褐色土が存在しており、耕作地に利用されている。ネーテ川の川原には大変に栄養分豊富で地下深くにまで達する褐色のアウエンベーデンが見られる。これは比較的新しいシルト＝ローム質の河川堆積物で、やはり農耕に利用されている。
ヴィレバートエッセンの市域は、地熱ゾンデによる地熱源やヒートポンプによる地熱採取については「良好」から「極めて良好」な状態にある（右図参照）。

### 市域の広がりと土地利用
「グローセ・ラントゲマインデ」（大きな田舎町）に分類されるヴィレバートエッセン市の面積は、128.41 km2 である。市域の南北軸の長さは約 13.2 km、東西軸のそれは約 16 km である。
| 土地用途別面積 | 農業用地 | 森林   | 宅地、空き地 産業用地 | 交通用地 | 水域  | スポーツ用地 緑地 | その他 |
| -------------- | -------- | ------ | --------------------- | -------- | ----- | ----------------- | ------ |
| 面積 (km2)     | 82.33    | 35.27  | 4.05                  | 5.29     | 0.80  | 0.43              | 0.24   |
| 占有率         | 64.1 %   | 27.5 % | 3.2 %                 | 4.1 %    | 0.6 % | 0.3 %             | 0.2 %  |

### 隣接する市町村
ヴィレバートエッセンは、北はバート・ドリーブルクおよびブラーケル、東はボルゲントライヒ、南はヴァールブルク（以上いずれもヘクスター郡）、西はリヒテナウ（パーダーボルン郡）と境を接している。

### 市の構成
ヴィレバートエッセン市は、以下の市区からなる。行政機能はペッケルスハイム地区にある。
| 地区                 | 地区          | 人口（人） | ヴィレバートエッセン |
| -------------------- | ------------- | ---------- | -------------------- |
| アルテンヘールゼ     | Altenheerse   | 416        | ヴィレバートエッセン |
| ボルリングハウゼン   | Borlinghausen | 421        | ヴィレバートエッセン |
| アイセン             | Eissen        | 718        | ヴィレバートエッセン |
| エンガー             | Engar         | 279        | ヴィレバートエッセン |
| フェルゼン           | Fölsen        | 198        | ヴィレバートエッセン |
| ヘルメルン           | Helmern       | 195        | ヴィレバートエッセン |
| イーケンハウゼン     | Ikenhausen    | 164        | ヴィレバートエッセン |
| レーヴェン           | Löwen         | 397        | ヴィレバートエッセン |
| ニーゼン             | Niesen        | 564        | ヴィレバートエッセン |
| ペッケルスハイム     | Peckelsheim   | 1,901      | ヴィレバートエッセン |
| シュヴェックハウゼン | Schweckhausen | 193        | ヴィレバートエッセン |
| ヴィレバートエッセン | Willebadessen | 3,172      | ヴィレバートエッセン |
| ヴィレガッセン       | Willegassen   | 70         | ヴィレバートエッセン |
| 計                   | 計            | 8,688      | ヴィレバートエッセン |

### 気候
ヴィレバートエッセンは、中央ヨーロッパの穏やかな気候帯に属しており、亜大西洋性海洋気候の地域に位置している。冬は大西洋の影響でおおむね穏やかで、夏はかなり暑い。年間平均気温は約 8.5 – 9 ℃である。
亜大西洋性海洋気候に位置することから、年間を通じて湿潤な気候であり、比較的均等に降水がある。ボルリングハウゼンの測候所における年間降水量の長期平均値は 862 mm である。
ヴィレバートエッセンには降水量のデータしかないため、以下の表では、約 15 km 北に離れ、高度が約 90 m 低いバート・ドリーブルクの気温データを用いている。
| 長期平均気候データ 1961年 - 1990年: ヴィレバートエッセン＝ボルリングハウゼン (280 m) の降水量とバート・ドリーブルク (192 m) の気温の気候 | 長期平均気候データ 1961年 - 1990年: ヴィレバートエッセン＝ボルリングハウゼン (280 m) の降水量とバート・ドリーブルク (192 m) の気温の気候 | 長期平均気候データ 1961年 - 1990年: ヴィレバートエッセン＝ボルリングハウゼン (280 m) の降水量とバート・ドリーブルク (192 m) の気温の気候 | 長期平均気候データ 1961年 - 1990年: ヴィレバートエッセン＝ボルリングハウゼン (280 m) の降水量とバート・ドリーブルク (192 m) の気温の気候 | 長期平均気候データ 1961年 - 1990年: ヴィレバートエッセン＝ボルリングハウゼン (280 m) の降水量とバート・ドリーブルク (192 m) の気温の気候 | 長期平均気候データ 1961年 - 1990年: ヴィレバートエッセン＝ボルリングハウゼン (280 m) の降水量とバート・ドリーブルク (192 m) の気温の気候 | 長期平均気候データ 1961年 - 1990年: ヴィレバートエッセン＝ボルリングハウゼン (280 m) の降水量とバート・ドリーブルク (192 m) の気温の気候 | 長期平均気候データ 1961年 - 1990年: ヴィレバートエッセン＝ボルリングハウゼン (280 m) の降水量とバート・ドリーブルク (192 m) の気温の気候 | 長期平均気候データ 1961年 - 1990年: ヴィレバートエッセン＝ボルリングハウゼン (280 m) の降水量とバート・ドリーブルク (192 m) の気温の気候 | 長期平均気候データ 1961年 - 1990年: ヴィレバートエッセン＝ボルリングハウゼン (280 m) の降水量とバート・ドリーブルク (192 m) の気温の気候 | 長期平均気候データ 1961年 - 1990年: ヴィレバートエッセン＝ボルリングハウゼン (280 m) の降水量とバート・ドリーブルク (192 m) の気温の気候 | 長期平均気候データ 1961年 - 1990年: ヴィレバートエッセン＝ボルリングハウゼン (280 m) の降水量とバート・ドリーブルク (192 m) の気温の気候 | 長期平均気候データ 1961年 - 1990年: ヴィレバートエッセン＝ボルリングハウゼン (280 m) の降水量とバート・ドリーブルク (192 m) の気温の気候 | 長期平均気候データ 1961年 - 1990年: ヴィレバートエッセン＝ボルリングハウゼン (280 m) の降水量とバート・ドリーブルク (192 m) の気温の気候 |
| 月 | 1月 | 2月 | 3月 | 4月 | 5月 | 6月 | 7月 | 8月 | 9月 | 10月 | 11月 | 12月 | 年 |
| --- | --- | --- | --- | --- | --- | --- | --- | --- | --- | --- | --- | --- | --- |
| 日平均気温 °C （°F） | 0.1 (32.2) | 0.6 (33.1) | 3.6 (38.5) | 7.4 (45.3) | 12.0 (53.6) | 15.2 (59.4) | 16.6 (61.9) | 16.2 (61.2) | 13.1 (55.6) | 9.2 (48.6) | 4.5 (40.1) | 1.5 (34.7) | 8.3 (46.9) |
| 降水量 mm （inch） | 76.7 (3.02) | 60.3 (2.374) | 72.1 (2.839) | 64.7 (2.547) | 68.4 (2.693) | 80.8 (3.181) | 78.5 (3.091) | 72.6 (2.858) | 60.5 (2.382) | 55.2 (2.173) | 77.0 (3.031) | 95.4 (3.756) | 862.0 (33.937) |
| 出典：ドイツ気象庁 | | | | | | | | | | | | | |

## 歴史

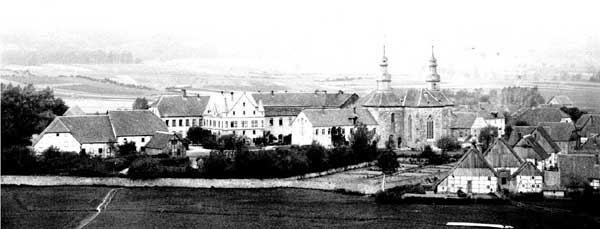
1910年のベネディクト会女子修道院

ヴィレバートエッセンは、1065年12月8日に Wilbutissun という名称で初めて記録されている。当時のローマ王（ドイツ王）ハインリヒ4世は、後に神聖ローマ皇帝となりカノッサの屈辱で有名になる人物であるが、この年に恩師のハンブルク＝ブレーメン大司教 アーダルベルトにガウ・エンゲルンにある森の領主権を授けた。上述の文書では、その境界について「エンマー川 (Ambrinna) の河口にあたるヴェーザー川 (Wisera) の堤から上流にディーメル川 (Dimila) の河口まで、ここからディーメル川を遡ってシェルフェーデ村 (Scerna) まで、この村から北にボルリングハウゼン (Burchartinchusen)、ヴィレバートエッセン (Wilbvtissun)、アルテンヘールゼ (Altinherise)、ランゲンアイセン (Langineissina)、ドリンゲン (Dringin)、ドーンハウゼン (Tutenhusun)、オイミッスム (Eumissum)、ベリクタース (Bellictors) を結ぶ線からヴェーザー川まで」と記述されている。
ヴィレバートエッセンは、その創設期からパーダーボルン司教の世俗権力化にあったが、元々はザクセン公領であった。14世紀以降、神聖ローマ帝国内にパーダーボルン司教領が成立し、16世紀からはニーダーライン＝ヴェストファーレン帝国クライスに属した。1802年/1803年にプロイセン王国が支配権を獲得した。ナポレオン時代、この街はヴェストファーレン王国の一部であり、ドリンゲンベルク小郡に組み込まれていた。1815年からヴィレバートエッセンはプロイセン王国に復し、1871年からドイツ国の一部となった。ヴァールブルク郡の創設に伴い、1816年にヴィレバートエッセンはアムト・ドリンゲンベルクの一部となった。このアムトは、1856年にアムト・ゲールデンと合併し、アムト・ドリンゲンベルク＝ゲールデンに統合された。1975年、ザウアーラント/パーダーボルン法に基づくヴァールブルク郡およびアムト・ドリンゲンベルク＝ゲールデンの廃止により、ヴィレバートエッセン市はアムト・ペッケルスハイムおよびアムト・ドリンゲンベルク＝ゲールデンの権限継承者となった。1945年から1949年までヴィレバートエッセンはイギリス管理区の一部となり、1946年からノルトライン＝ヴェストファーレン州に属すこととなった。
現在のエンガー地区は、パーダーボルン司教領内の騎士家の所領であった。

### 市町村合併
1974年11月5日の、「新たに形成されたザウアーラント/パーダーボルン地方の市町村及び郡の新設に関する法律」（ザウアーラント/パーダーボルン法）に基づき、ペッケルスハイム市、ヴィレバートエッセン市およびアルテンヘールゼ、ボルリングハウゼン、アイセン、エンガー、フェルゼン、ヘルメルン（アムト・ペッケルスハイム）、イーケンハウゼン、レーヴェン、ニーゼン、シュヴェックハウゼン、ヴィレガッセンが合併し、1975年1月1日に新たな自治体ヴィレバートエッセン市が成立した。この法律では、本市がヘクスター郡に属すことも規定されている。

## 住民

### 宗教
かつてパーダーボルン司教領に属していたことからヴィレバートエッセンの住民は、伝統的にカトリック信者が多数を占める。1149年から1810年までベネディクト会のヴィレバートエッセン女子修道院があった。市内の9つのカトリック教区は、ヴィレバートエッセン＝ペッケルスハイム司牧連合として組織されている。この司牧連合は、パーダーボルン大司教区ヘクスター首席司祭区に属す。
ヴィレバートエッセン市内の福音主義信者は、ペッケルスハイム福音主義教会に所属している。この教会はヴェストファーレン福音主義教会のパーダーボルン教会クライスに属す。
この他に、バプテスト教会組織が独自の教団施設を有している。
現在の宗教分布を知る手がかりの一つが、ヴィレバートエッセンの学生に対する所属宗教団体の調査である。この調査によれば、2006年/2007年の学期では学生の 12.2 % が福音主義、60.3 % がカトリックに所属した。0.9 % がイスラム教、21.8 % がその他の宗教団体に所属し、無宗教は 4.8 % であった。

### 人口推移
以下の表に、1961年以降の各時点における市域内の人口を示す。1975年からの数値はノルトライン=ヴェストファーレン州情報技術局統計部門の公的な研究値であり、1987年の値は人口調査結果、1990年以降は1987年の結果に基づく推計値である。
各時点の市域における人口推移
| 時点             | 人口（人） |
| ---------------- | ---------- |
| 1961年 (6月6日)  | 1,939      |
| 1970年 (5月27日) | 2,026      |
| 1974年 (6月30日) | 2,151      |

現在の市域にあたる地域の人口推移
| 時点              | 人口（人） |
| ----------------- | ---------- |
| 1961年 (6月6日)   | 7,481      |
| 1970年 (5月27日)  | 7,672      |
| 1974年 (6月30日)  | 7,688      |
| 1975年 (12月31日) | 7,665      |
| 1980年 (12月31日) | 7,784      |
| 1985年 (12月31日) | 7,587      |
| 1987年 (5月25日)  | 7,822      |
| 1990年 (12月31日) | 8,234      |

| 時点              | 人口（人） |
| ----------------- | ---------- |
| 1995年 (12月31日) | 8,959      |
| 2000年 (12月31日) | 9,103      |
| 2005年 (12月31日) | 8,799      |
| 2008年 (12月31日) | 8,649      |
| 2011年 (6月30日)  | 8,483      |
| 2012年 (12月31日) | 8,343      |

## 行政

### 市議会
ヴィレバートエッセンの市議会は、26議席からなる。

### 市長
2020年の市長選挙でノルベルト・ホーフナーゲル (CDU) は 60.57 % の支持票を獲得して、対立候補のマリオ・シュミット (SPD) に勝利し、市長に選出された。
ホーフナーゲルの前任者ハンス・ヘルマン・ブルーム (CDU) は初め、Einzelbewerber に所属し、2004年10月10日のヴィレバートエッセン市長選挙決選投票では CDU の候補者を相手に 57.7 % の票を獲得して当選した。後に CDU に移籍し、2009年8月30日の選挙では CDU の候補者として 63.9 % の得票率で再選された。さらに2014年5月25日の市長選挙でも 59.8 % の得票率で3選を果たした

### 紋章
紋章記述: 金地に赤いゴシック様式の二連のアーチ門。門の中にはそれぞれ青い服を着た人物像。向かって左が聖ヴィートゥス、向かって右が司教である。
解説: 現在判っている最も古い1318年の紋章は、ヴィレバートエッセン修道院の紋章によっている: ゴシック教会の前に聖ヴィートゥスと聖母マリアが立っている図柄で、その基部にパーダーボルン司教が描かれている。1908年の図柄には、司教は描かれていない。
現在の紋章は、1977年2月17日にデトモルト行政管区長官の文書により認可された。ゴシック教会は、二連アーチのみが残された。門のアーチの上にある13個の珠は、1975年に新たに成立した自治体の市区を表している。聖ヴィートゥスは描かれているが、聖母マリアは司教に置き換えられた。これは、現在ヴィレバートエッセンの市区になっている旧ペッケルスハイムの紋章に由来する。

### 姉妹都市
ヴィレバートエッセンは、姉妹都市協定を結んでいない。

## 文化と見所

### 博物館・美術館
ヨーロッパ彫刻公園協会 e.V. はかつてのベネディクト会女子修道院を囲んでいた庭園にさまざまな彫刻を展示している。たとえば、ハンス・フシュカの大きな塑像「ツヴァイクラング」（直訳すると「対の響き」）やヘルベルト・アウリヒのコンクリート像「ファルプシュピール」（直訳すると「色の遊び」）などである。

### 音楽
ヴィレバートエッセンには、2つの総合音楽クラブと1つのファンファーレ隊がある。

### 建築

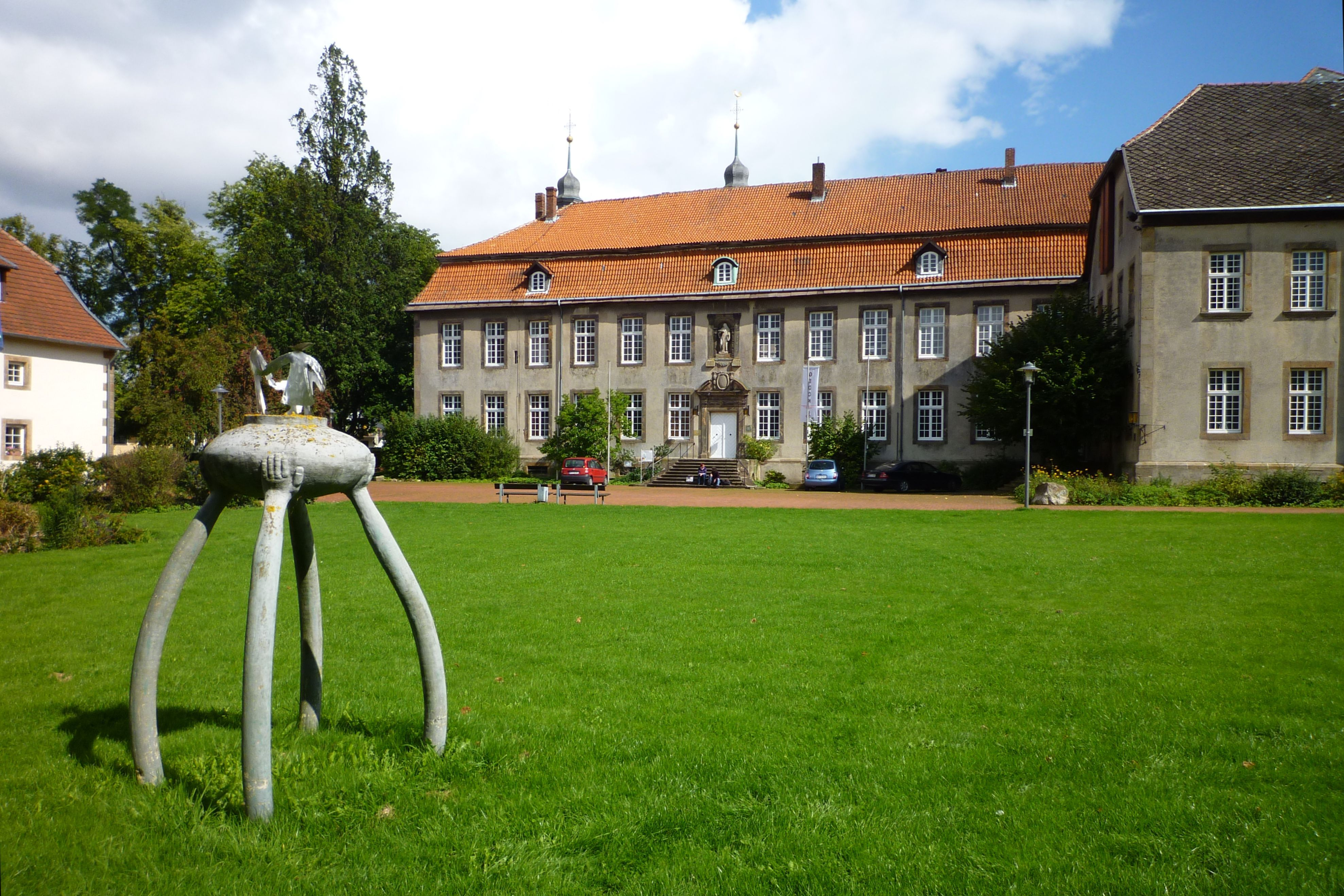
旧ベネディクト会女子修道院

ベネディクト会ヴィレバートエッセン女子修道院は、1149年に創設され、1810年に廃止されるまで存続していた。修道院教会は元々十字型の平面を持つ三棟式の列柱バシリカ教会であったが、何度も改築されている。現在この教会は、教区教会として用いられている。この他の修道院建築としては、十字架の道行きを持つ女子修道院長館が遺されている。この建物は、まず貴族の所有となり、1979年からはヨーロッパ彫刻公園ヴィレバートエッセン協会のものとなった。修道院創建時の礼拝堂は、かつては二棟式であったが、後に縮小され保存されている。
ヴィートゥス礼拝堂は市の南東部にあり、毎年行われる聖金曜日のパレードのコースとなっている。化粧漆喰のこの礼拝堂は六角形で、方形の屋根を戴いている。内部は、4つの細い窓から明かりを採っている。入り口上の銘から、この礼拝堂が1687年に女子修道院長アンナ・ウルズラ・フォン・ケラーによって建設されたことが解る。
ヴィレガッセン/シェーンタール地区近郊の水道塔は1904年に建設された。この施設には水槽とポンプ用風車が備え付けられている。
シュピーゲル騎士家は、1338年にデーゼンベルクの城を放棄し、ボルリングハウゼンに定住した。ヴェルナー・フォン・シュピーゲルとカタリーナは、1587年までにボルリングハウゼンの水城を建設した。2翼式のこの建物は南と西に向いており、八角形の階段塔が中庭側にある。北側の破風は、17世紀初めに造られた。

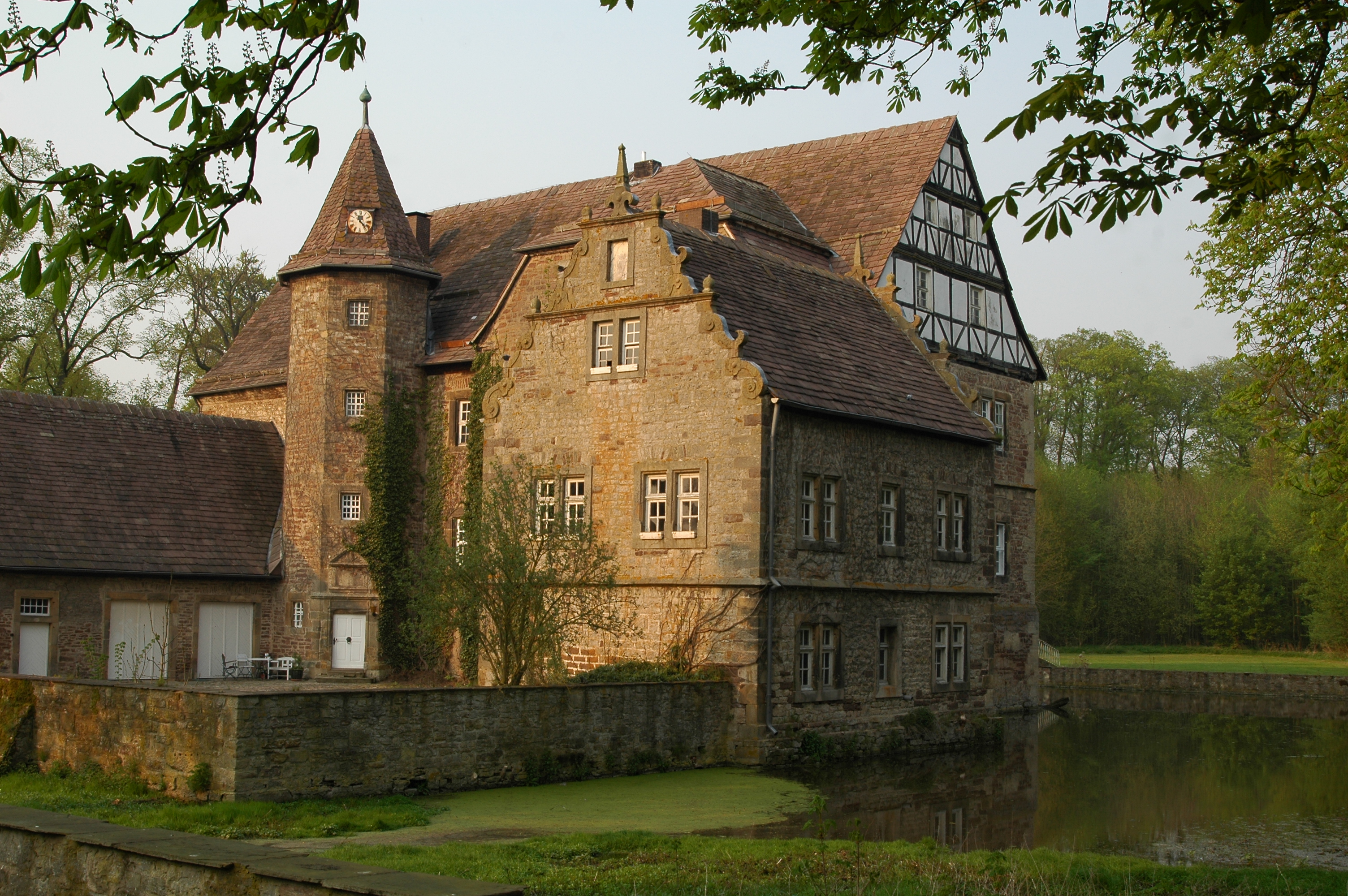
シュヴェックハウゼン城

シュヴェックハウゼンの城館は、16世紀にシュピーゲル家によってヴェーザールネサンス様式で建設された。現在この水城は個人所有であり、馬とふれあうレジャー施設となっている。
展望塔のビーアバウムス・ナーゲルはボルリングハウゼン近郊のエッゲ山地内にあり、オストヴェストファーレン地方で最も古い展望塔である。この塔は、1849年にユリウス・ビーアバウムによって建設された。これによって彼のカッセル出身の妻は、ホームシックの際に故郷の街の象徴的建造物であるヘラクレス像を見ることができるようになった。
ヴィレバートエッセンのテレビ塔は高さ 152.5 m で、ドイツテレコムによって運営されている。この塔は1989年に建設され、FPU、移動体通信、およびラジオ・ホーホシュティフトの超短波ラジオ放送の送信に使われている。公的放送 ZDFおよびWDRのアンテナは、DVB-T の導入により 2007年に追加で設置された。
1996年から2003年に建設されたエッゲトンネルは全長 2880 m で、ハムからヴァールブルクへの鉄道路線が通っている。1847年に立案されたノイエンヘールゼ近郊のトンネル計画は建設経費が莫大であったため、放棄された。1850年10月4日に開通した地上を通る路線は、元の路線はパーダーボルナー・ベルクの東や、ノイエンヘールゼとヘルプラム＝ヴァルトとの間のトイフェルスキュッヒェを通っていたが、斜面の地滑りによって何度も破壊され、中程度の速度しか許されていなかった。1853年にヘレバッハの谷を越えるヴィレバートエッセン陸橋を通る新しい路線がやや南に建設された。この路線は、このトンネルの完成により置き換えられた。
アルテ・アイゼンバーン（直訳すると「古い鉄道路線」）はヴィレバートエッセンの西にあり、現在は遺跡文化財となっている。鉄道トンネルはここから建設が始まったのだが、建設会社のケルン＝ミンデン＝テューリンゲン＝連絡鉄道会社 (KMTVEG) が倒産し、トンネルは未完成のまま放置された。
- ヴィレバートエッセンの水道塔
- ボルリングハウゼン城
- ビーアバウムス・ナーゲル展望台
- ヴィレバートエッセンのテレビ塔
- エッゲトンネル南口（ヴィレバートエッセン側）
- アルテ・アイゼンバーンの西の切土

### 公園

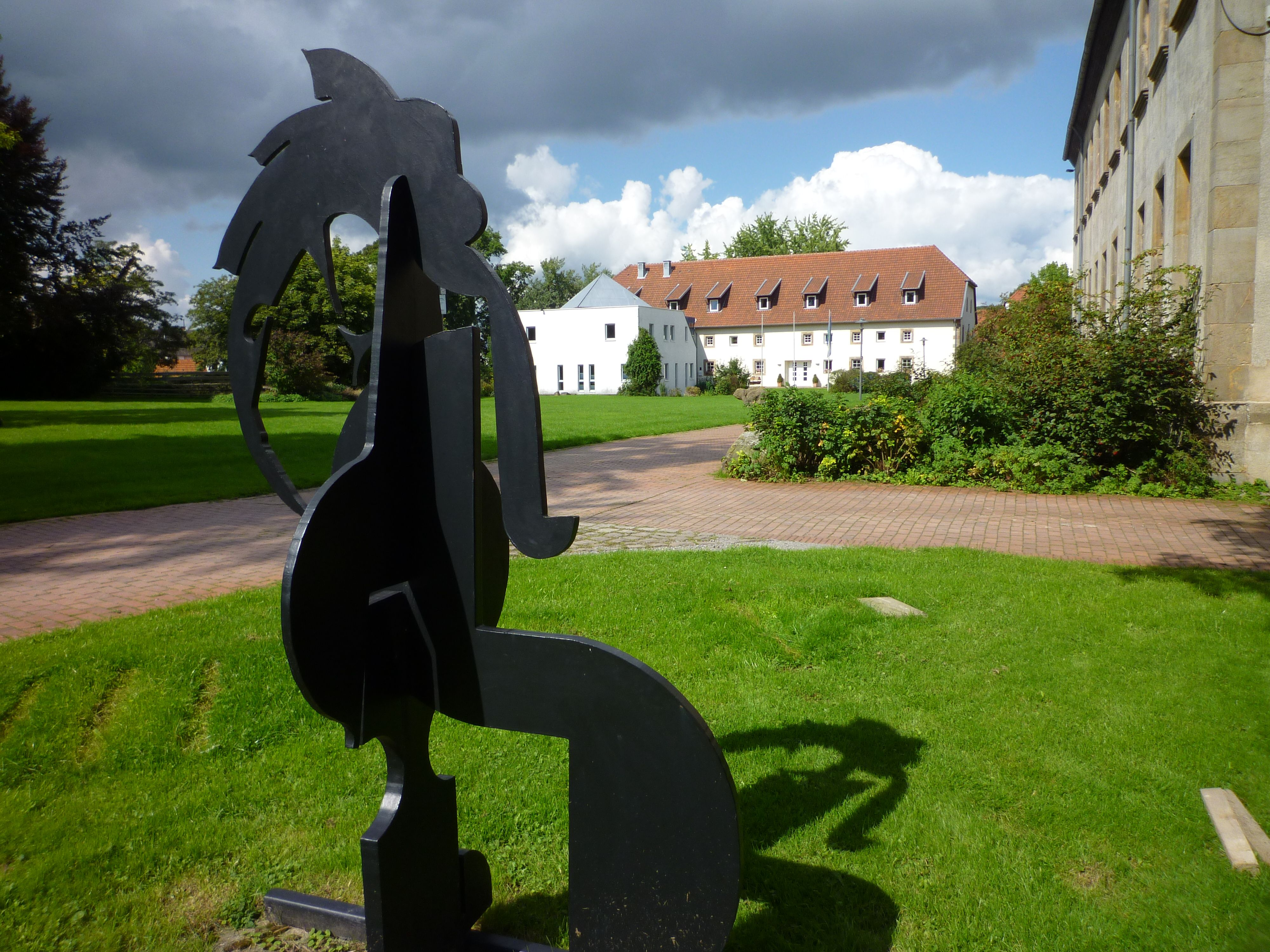
旧ベネディクト会女子修道院の庭園の彫刻

彫刻公園は、広さ 7 ha のヴィレバートエッセン最大の公園である。この公園は市の所有であり、一般公開されている。かつてここにあったベネディクト会女子修道院とこれに隣接するクールパルクに様々な近大彫刻が展示されている。
広さ 3 ha のシュヴェックハウゼン城館公園は私有地であるが、一般の立ち入りが許されている。城館庭園は現在もはっきりと認識できるが、かなり荒廃している。
ボルリングハウゼン城館公園は私有地であり、一般の立ち入りは禁止されている。広さは約 3 ha である。この風景庭園は、広い芝生広場と古木で構成されている。古い回遊路は大部分が改変されている。主な特徴は、噴水がある丸い大きな水盤、歴史的な庭園の彫刻、数百メートルの長さがあるシナノキ（セイヨウボダイジュ）の並木道である。
ニーゼン城館公園も私有地であり、一般に立ち入ることはできない。この風景庭園は約 3 ha の広さがある。公園の多くの部分は、現在林業に利用されているが、領主館の周りには古い樹木の他に池やかつての水道施設の遺構が保存されている。
グーツパルク・ヘルメルンは私有地で、一般に立ち入ることができない広さ約 2 haの庭園である。この風景庭園は、ゲストハウスの北西に、おそらく 19世紀中頃に造営された。この一部が野生化した歴史的風景庭園は、古木の存在によってその基本的な特徴を見ることができる。北は古い壁を境界とする。現在では大部分が牧草地として利用されているが、主館の周辺には復元された庭園設備が見られる。マロニエの並木道が、南方向へ向かう道路を縁取っている。
さらにヴィレバートエッセン市は、エッゲ山地内に野生動物のための囲い地を設けている。

### 自然文化財

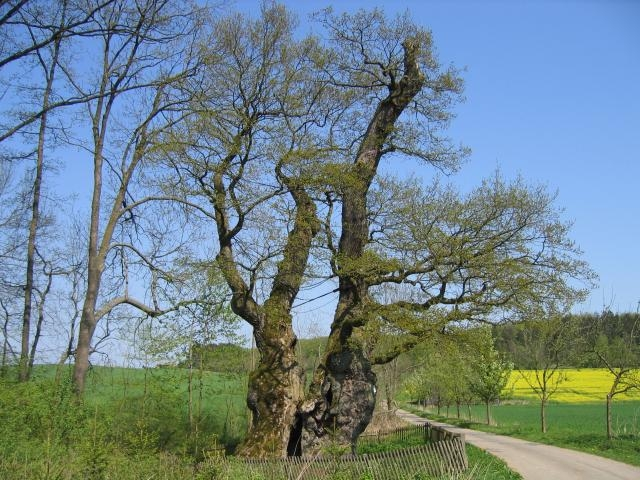
千年オーク

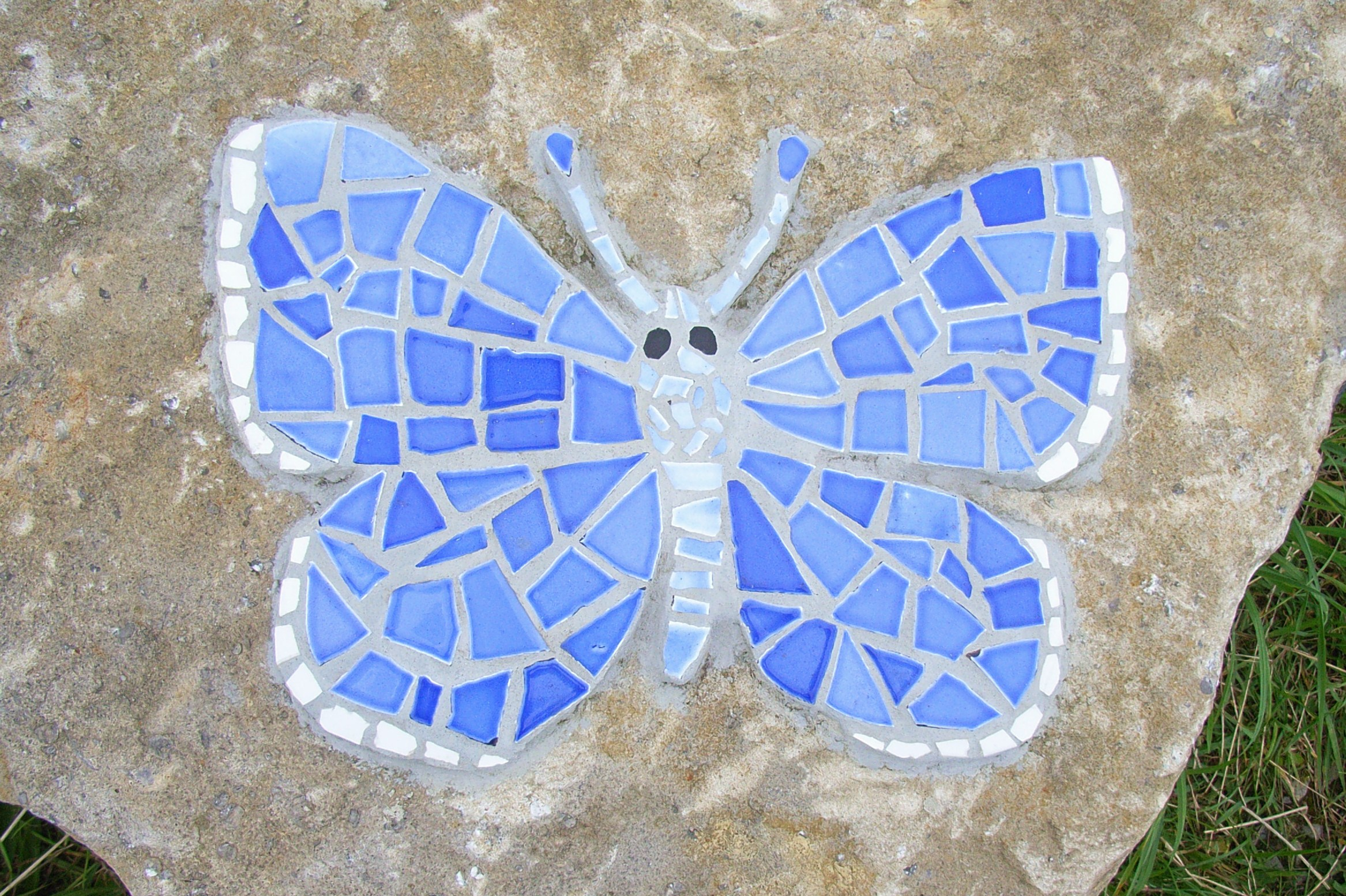
カルクトリフテン・ヴィレバートエッセンの「蝶の道」のシンボルのモザイク

ボルリングハウゼンからヘルメルンへ向かう道沿いに千年オークの木がある。伝説によれば、この木はカール大帝が植えたものだとされる。カールス砦はヴィレバートエッセンのヒルフォートであり、この地域の住民たちが逃げ込むのに利用した。
エッゲ山地東端のボルリングハウゼンに「トイトニアクリッペンおよびトイトニア自然保護区」がある。険しい砂岩の岩山やガレ場がブナの森に囲まれている。この保護区の面積は 78 ha 以上で、EG-鳥類保護区に指定されている。
ヴィレバートエッセンのその他の自然保護区には、「ヒルシュシュタイン」、「クヴェルゲビート・ボックスコプフ」、「ケーニヒスブリック」、「クーカンプ」、「ネーテ」保護区、「カルクトリフテン・ヴィレバートエッセン」がある。これらの面積の合計は、約 971 ha である。

### スポーツ
ヴィレバートエッセン市内には、主に総合的にスポーツを楽しむことができる12のスポーツクラブがある。これに加えて 5つのテニスクラブがある。この他、アクアビクス、水泳、射撃競技、乗馬、ダンス、健康およびリハビリテーションのためのスポーツも行われている。
2つの大きな体育館と 3つの小体育館がある。これらはいずれも学校に付属している。さらにTTG イーケンハウゼンの体育館もある。
また、5つのテニス場と冬季用の屋内テニス場が 1つある。5つの運動場、6つのサッカーグランド、3つの小さな競技場がある。

### 年中行事
毎年バラの月曜日に謝肉祭のパレードが行われる。
6月15日の後の日曜日は、市の守護聖人を祝うヴィートゥスフェストである。
12月の初めにヴィレバートエッセンでクリスマスマーケットが開かれる。

## 経済と社会資本

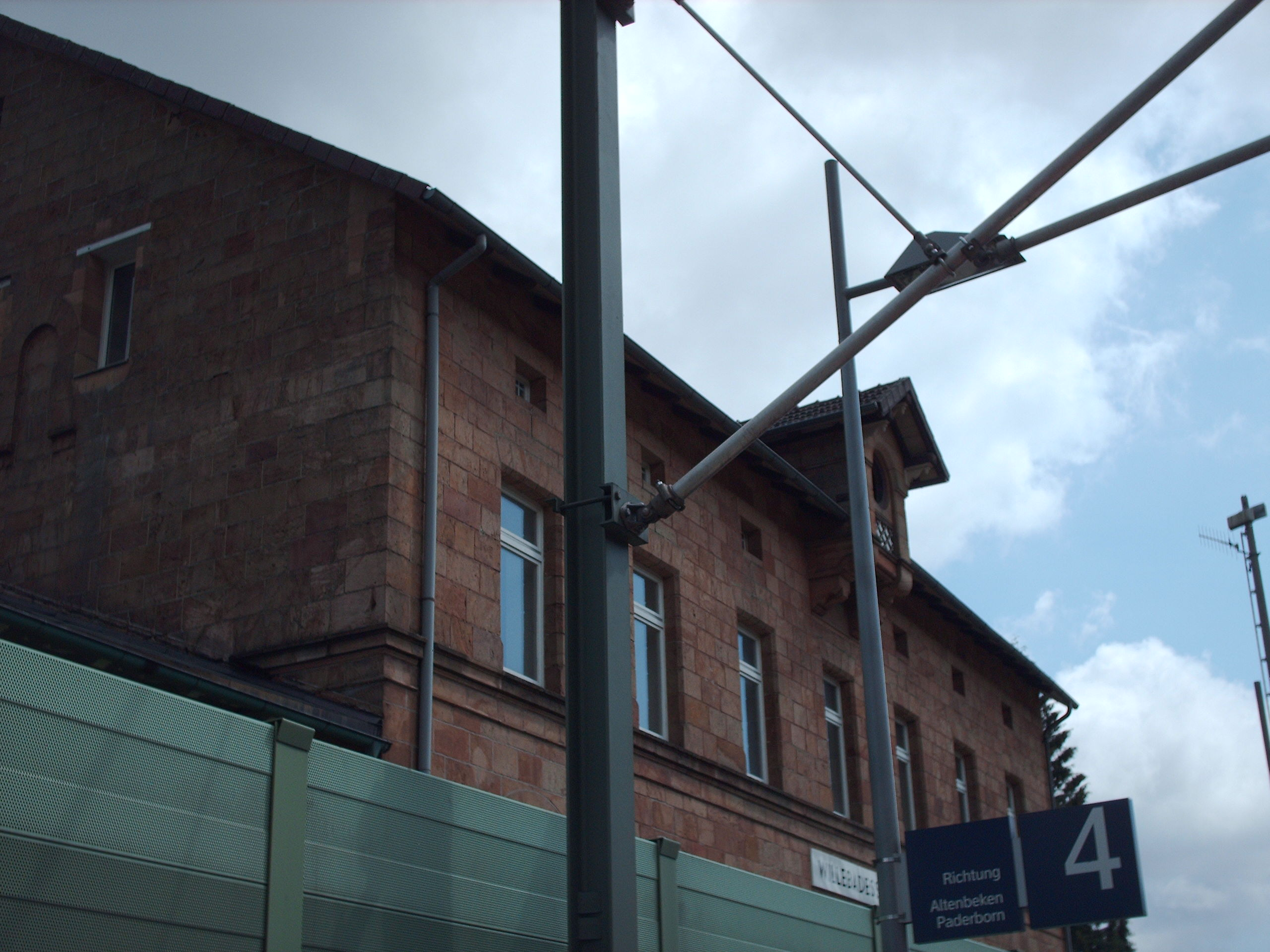
ヴィレバートエッセン駅

### 交通
ヴィレバートエッセンは、州道 L828号線（シェルフェーデ – ホルン＝バート・マインベルク）および L763号線（クライネンベルク – 連邦道 B252号線）沿いに位置している。ペッケルスハイム地区は B252号線（オストヴェストファーレン街道）に直接面している。鉄道ハム – ヴァールブルク線のヴィレバートエッセン駅は、2003年12月12日に、11年ぶりに営業を再開した。ここからは120分間隔でヴァールブルク方面およびミュンスター方面の列車が発着する。後者はやはり2003年に開通したエッゲトンネルを通ってアルテンベーケンやパーダーボルンを経由する。ヴィレバートエッセンと周辺地区とを多くのバス路線が結んでいる。ヴィレバートエッセンはパーダーボルン＝ヘクスター近郊交通連盟 (nph) に属している。最寄りの交通空港は、約 44 km 離れたパーダーボルン/リップシュタット空港である。スウェーデンからイタリアに至るヨーロッパ広域遊歩道 E1号線がヴィレバートエッセンを通っている。

### メディア
日刊紙では、ノイエ・ヴェストフェリシェとヴェストファーレン＝ブラットが、週に6日、ローカルニュースを掲載して刊行されている。両紙のローカル面以外の紙面は、ビーレフェルトのそれぞれの中央編集局で制作される。また、パーダーボルン司教区およびコルヴァイ地方では、パーダーボルン郡およびヘクスター郡向けの、地方史、文学、芸術に関する寄稿文を含む「ディー・ヴァルテ」が年に4回発行されている。
ベーヴェルンゲンは、西部ドイツ放送 (WDR) のビーレフェルト地方スタジオの放送エリアに属している。また1991年からは、ラジオ・ホーホシュティフトが放送を行っている。このラジオ局は、この地域のニュースを重点的に採り上げており、広域放送（たとえば WDR）に比べ高い聴取率を得ている。

### 公共機関
ヴィレバートエッセンには消防団があり、ヴィレバートエッセンとペッケルスハイムに消防車両が配備されている。また 11の地区に消防班が配置されている。後継者育成のために 4つの市区に青年消防団が設けられている。

### 教育
本市には総合学校とギムナジウムを除く様々な形態の学校がある。基礎課程学校が 2校とその他の形態の学校が 1校ずつである。2013年10月15日現在本市には、70人の教職員と合計1,002人の児童・生徒がいる。このうち374人が基礎課程学校、610人が実科学校、18人が養護学校に在籍している。
早期教育については、ヴィレバートエッセンには幼稚園が 4園ある。経営母体は市、カトリック教会、2つの保護者会である。ディーメル＝エッゲ＝ヴェーザー市民大学連合はヴァールブルクに本部を置くが、ヴィレバートエッセンとペッケルスハイムに分校を有している。市民大学は成人教育のための学習課程を用意している。さらに市はペッケルスハイムとヴィレバートエッセンに図書館を運営している。
ベネディクト会女子修道会はキリスト教教育機関「ディー・ヘッゲ」を運営している。また、旧修道院の建物内にセミナーセンター「ヴェルクレア」を有している。

### 地元企業
ヴィレバートエッセンの経済は中小企業によって特徴付けられる。大企業は存在しない。重要な産業分野は、町の被雇用者数を基準にすると、19.9 % が従事する教育関連、18.1 % が従事する小売業である。工業従事者は 11.3 % であり、同規模の市町村の平均 (36.8 %) よりもかなり少ない。

## 関連図書
- Karl Hengst, Heinrich Müller (Hrsg.): Willebadessen gestern und heute. Bonifatius, Paderborn 1999, ISBN 3-89710-104-1.
- Gregor Schell, Heike Laufenburg (Illustrator): www.willebadessen.eu: 22 Jahre Bilder aus Willebadessen. Zwiebelzwerg Verlag, 2009, ISBN 978-3868060324.
- Heiner Grieb: Romanische Goldschmiedekunst nach Theophilus. Der Vitusschrein aus Willebadessen. Siegl'S Fachbuchhandlung, Paderborn 2004, ISBN 978-3935643245.
- Gregor Schell, Heike Laufenburg (Illustrator, Fotograf): Feen in Willebadessen: Bilderbuch-Dokumente. Zwiebelzwerg Verlag, 2006, ISBN 978-3931123857.
- St. Vituspfarrei Willebadessen (Hrsg.): Willebadessen 1207-1958. Selbstverlag, Willebadessen 1958 (82 Seiten).
- Karl Meisohle: August Gockel 1826-1861 aus Willebadessen Westfalen. Sein Leben, sein Wirken, sein Werk. o. J.
- Willi Sasse, Waldemar Becker: Das Kriegsende 1944/45 in Willebadessen. 2006.

これらの文献は、翻訳元であるドイツ語版の参考文献として挙げられていたものであり、日本語版作成に際し直接参照してはおりません。